# ابوالحسن جلیلی
سیدابوالحسن جلیلی به سال ۱۳۰۵ در تهران زاده شد. او فرزند سید کاظم جلیلی از مشروطه خواهان یزد بود که در اواخر دوره قاجار وارد مجلس شورای ملی شده تا پایان زندگی یعنی ابتدای دهه ۳۰ از مهره‌های اصلی مجلس و نزد دوستان خود مشهور به مرشد بود. جد مادری سیدابوالحسن جلیلی، میرزا فتح‌الله خان مشیرالممالک، مستوفی پر سابقه و با نفوذ یزد بود. جد پدری وی که از قضا هم نام او بود، از ملاکین منطقه و همزمان تحصیل داری مالیات روستای دره زرشک را بر عهده داشت.
سیدابوالحسن جلیلی به سفارش پدر هرگز وارد سیاست نشده به تحصیل علم می‌پردازد. تحصیلات دانشگاهی در رشته فلسفه را در پاریس(۱۳۲۶–۱۳۳۴) ادامه داد، در سوربن فرانسه شاگرد گابریل مارسل از فیلسوفان مسیحی بود و در آنجا موفق به اخذ درجه دکترا شد. مطالعات وی بیشتر درخصوص اندیشه‌های کارل یاسپرس بوده‌است.
پس از بازگشت بعنوان استاد در گروه فلسفه دانشگاه تهران مشغول شد. از سال ۱۳۵۱–۱۳۵۲ به ریاست دانشکده ادبیات و علوم انسانی دانشگاه تهران رسید.
او پس از مراجعت به ایران، از تعلّم و کسب فیض در نزد اساتید بلند مرتبه حکمت و کلام اسلامی غافل نماند، مقداری از علم اصول‌الفقه و نمط اول «اشارات» را نزد سید احمد فردید خوانده بود.
محضر میرزا ابوالحسن رفیعی قزوینی و سید محمدکاظم عصّار و سید جلال‌الدین آشتیانی را نیز درک کرد. در زمانی که استاد و رئیس دانشکده ادبیات دانشگاه تهران بود، چند ماهی از محضر میرزا ابوالحسن شعرانی برای رفع مشکلاتی که در فهم کتاب «شرح مواقف» قاضی عضدالدین ایجی
داشت، استفاده برد.
جلیلی همچنین از مؤثرین حاضران در سلسله نشست‌هایی بود که در دهه ۵۰ با محوریت فلسفه در منزل امیر حسین جهانبگلو برگزار می‌شد و در آن چهره‌هایی چون داریوش شایگان، حمید عنایت، داریوش آشوری و رضا داوری اردکانی هم شرکت می‌کردند.
از جمله فیلسوفان نزدیک به فردید بود که هیچ‌گاه قرابت فکری خود را در آن زمان به فردید انکار نکرد و شخصاً هم رابطه دوستی نزدیکی با او داشت. البته در سال‌های بعد او هم به مانند تعداد دیگری از نزدیکان فردید، با او زاویه فکری پیدا کرد و راهش در فلسفه تا حدودی از او جدا شد.
پس انقلاب در ایران، جلیلی در اثر یک سوءتفاهم در دانشکده ادبیات از کار بیکار شد و بیشتر زمان خود را در پاریس گذراند.
وی در شهریور ماه ۱۳۹۴ و در سن ۸۹ سالگی به علت بیماری سرطان در گذشت و در گوشه‌ای از بهشت سکینه کرج تن به خاک سپرده شد.